# Damaseno
Damaseno, nella mitologia greca, era uno dei Giganti che presero parte alla Gigantomachia, costruendo una scala verso il Monte Olimpo ammucchiando una montagna dietro l'altra spinti dalla madre Gea. Essi nacquero dal sangue di Urano quando Crono lo evirò. 
Figlio di Gea e Tartaro, Damaseno ricevette l'ordine da Gea di spodestare Ares, ma questi si ribellò al suo destino poiché, nascendo come opposto del dio della guerra, crebbe pacifista. Si dedicò alla vita agricola, vivendo come un pastore.  
Un giorno sentì le grida di un suo amico in pericolo, e corse ad aiutarlo. Lo trovò attaccato da un dragone memoniano, e corse in suo aiutò uccidendo il drago. Gea e Tartaro allora lo punirono facendolo cadere nel Tartaro, profondo abisso negli Inferi. Qui, il gigante, avrebbe dovuto condurre una vita da agricoltore, la vita misera che aveva scelto. E, ogni giorno, un dragone memoniano sarebbe venuto ad attaccarlo, rinascendo dopo la morte del giorno prima. 
In questo modo Damaseno non avrebbe mai trovato pace. 

## Influenza culturale
Damaseno appare nel libro Eroi dell'Olimpo: la casa di Ade, il quarto della serie Eroi dell'Olimpo, che a sua volta segue quella di Percy Jackson e gli dei dell'Olimpo. I protagonisti, Percy Jackson e Annabeth Chase, lo incontrano sul fondo del Tartaro. Viene poi anche citato in Eroi dell'Olimpo: il sangue dell'Olimpo.